# Astragalus cyrusianus
Astragalus cyrusianus är en ärtväxtart som beskrevs av Ahmed Ahmad Parsa. Astragalus cyrusianus ingår i släktet vedlar, och familjen ärtväxter. Inga underarter finns listade i Catalogue of Life.